# Sergiu Macarie
Sergiu Macarie (n. 13 octombrie 1920, Țifești, județul Vrancea - d. 4 martie 2016, București) a fost un deputat român în legislatura 1996-2000, ales în municipiul București pe listele partidului PNȚCD. Sergiu Macarie a fost membru în grupul parlamentar de prietenie cu Republica Italiană.